# Aliens versus Predator 2
Aliens versus Predator 2 (с англ. — «Чужие против Хищника 2») — компьютерная игра, шутер от первого лица, разработанный компанией Monolith Productions и выпущенный в продажу компанией Sierra Entertainment в 2001 году. Игра является продолжением игры Aliens versus Predator, которая была частично основана на сериях фильмов «Чужой» и «Хищник».
Как и в первой игре, игроку даётся выбор из трёх кампаний, каждую из которых нужно проходить от различного персонажа/расы: ксеноморфа, хищника и колониального морпеха (человека). В игре также фигурирует четвёртая сторона, которой нельзя играть — «Железные медведи», или «Корпоративники» — наёмники, представляющие силы безопасности корпорации Вейланд-Ютани; за них можно играть только в многопользовательском режиме.
Sierra выпустила дополнение к игре под названием Aliens versus Predator 2: Primal Hunt (рус. Первобытная охота) в 2002 году.
В 2003 году MacPlay выпустила портированную The Omni Group версию игры для Mac OS X, которая не поддерживала многопользовательский режим игры через интернет в версиях Mac OS X начиная с 10.3 и старше, но вскоре вышел неофициальный патч, устраняющий эту проблему. С выходом Mac OS X 10.5 на веб-форумах пользователей Mac OS X появились сообщения о неработоспособности игры.
Официально был выпущен Linux-сервер игры в виде свободно распространяемого исполняемого файла, однако для его работы необходима предустановленная Windows-версия игры.

## Дизайн
При разработке игры внешний вид большинства объектов был перенесён из оригинальных фильмов: снаряжение морпехов и Хищников, десантные бронетранспортёры и шаттлы, военный корабль «Верлок» — точная копия «Сулако», а грузовой корабль «Аврора» — точная копия «Ностромо». Первичный Операционный Комплекс и другие строения людей на поверхности планеты взяты из фильма «Чужие» (вплоть до синего стола для просмотра планов и схем коммуникаций), интерьер Спасательных Капсул оформлен в стиле кают корабля из фильма «Чужой», многопользовательский уровень Leadworks повторяет литейный цех из фильма Чужой³.
По мере прохождения игры в разных локациях можно найти несколько журналов с обложками, ссылающимися на фильм «Чужой». На обложке одного журнала изображён кадр из фильма с «Ностромо» в полёте (момент, когда «Ностромо» отцепляется от тягача и стартует к LV-426). На обложке другого — фотография синтетического человека Эша (актёр Иэн Холм) в полный рост.

## Действие
Хронологически действие происходит в промежутке между фильмами «Чужой 3» и «Чужой: Воскрешение». Приблизительно через 50 лет после событий фильмов «Чужие» и «Чужой 3» корпорация «Вейланд-Ютани» проследила траекторию корабля, найденного на планете LV-426, до планеты LV-1201 и обнаружила мир с богатой растительностью и населённый различными живыми существами. Позже обнаруживается, что на планете есть также несколько ульев Чужих.
В 2220 году Корпорация под началом доктора Эйзенберга основывает там исследовательскую базу для изучения планеты, древних руин и населяющих её ксеноморфов. До появления Корпорации эта планета была охотничьими угодьями Хищников, объектами интереса которых были местная хищная фауна и Чужие, чья активность контролировалась особым устройством (Артефактом), размещённым на базе Хищников неподалёку от Улья. Исследуя базу Хищников, люди отключают Артефакт, что приводит к повышению агрессии Чужих, а Хищники получают сигнал о появлении на планете людей и возвращаются для участия в очередной охоте (Primal Hunt). Сам Артефакт встречается только в дополнении, однако в оригинальной игре можно найти упоминания о нём в документах и записях в компьютерах, попадающихся в процессе прохождения кампании.
Доктор Эйзенберг хочет захватить Королеву Чужих, чтобы контролировать Улей, а начальник службы безопасности колонии генерал Рыков ищет способ уничтожить Хищников, с которыми уже сталкивался в молодости. Однако потеря КПО и эвакуация в Капсулы вынуждает их отправить запрос о помощи, на который прилетает отряд десантников под командованием майора Маккейна.
Всё действие игры, исключая первую высадку Хищников на планету, происходит с сентября 2230 по январь 2231 годов.

## Сюжет
Каждый уровень логически следует за предыдущим. В начале каждого уровня игрок получает информацию из записей различных журналов, а также указания к действию (на протяжении уровня цели могут меняться). Три сюжетные линии переплетаются друг с другом, что требует от игрока пройти все три кампании, чтобы узнать весь сюжет. На одном из уровней игры все три ипостаси игрока встречаются в одном месте. В отличие от предыдущей игры, игрок-Чужой начинает игру как лицехват, который затем становится грудоломом, прежде чем сможет вырасти во взрослую особь-трутня.

На протяжении кампании игрок будет находить записки, раскрывающие те или иные стороны сюжета. Это — план попытки группы выживших людей окружить и уничтожить Хищника. План оказался неудачным…

### Общий сюжет
Системы слежения Корпорации замечают посадку корабля Хищников. Службе безопасности с трудом удаётся обезвредить пришельцев. Через некоторое время из-за халатности при попытке вывезти с планеты яйца Чужих один из лицехватов сбегает и находит себе жертву. Повзрослевший Чужой пробивается с боем через охрану Комплекса и сталкивается с Хищником. Схватка завершается активацией системы самоуничтожения Хищника, взрыв которой пробивает большую брешь в периметре, через которую в Комплекс проникает множество Чужих. Большая часть выживших людей эвакуируется в Капсулы, остальные же пытаются забаррикадироваться в труднодоступных помещениях и отдельных строениях КПО.
Прилетевшие на помощь десантники обнаруживают, что в Комплексе никто не выжил, и направляются к Капсулам. Однако для этого им приходится отключить систему безопасности тоннелей, что приводит к сбою в работе систем безопасности Капсул. Воспользовавшись случаем Чужие убивают всех, кто оказался на земле за пределами Капсул, а также проникают в сами Капсулы, сея разрушение и смерть. Один из Чужих убивает учёного, который следил за состоянием пленного Хищника.
К тому времени, как десантники добираются до Капсул, там уже был восстановлен порядок. Однако хозяева не обрадовались появлению гостей — ведь те могут узнать секреты Корпорации. Эйзенберг и Рыков предлагают Маккейну план по эвакуации учёных из комплекса Зет. На самом деле учёные давно погибли, а десантникам суждено сыграть роль приманки для Чужих. Отправив десантников на верную смерть, Эйзенберг посылает своих киборгов захватить Королеву и погрузить её на корабль. В свою очередь Рыков с «железными медведями» начинает охоту на Хищника, сбежавшего из плена.

### Сюжет Человека
Действие кампании начинается на борту военного корабля «Верлок» (как и названия кораблей «Ностромо» и «Сулако» из фильмов «Чужой» и «Чужие», название «Верлок» происходит от персонажа из романа Джозефа Конрада), который перевозит подразделение колониальных морпехов на планету LV-1201. База Вейланд-Ютани на планете молчит уже шесть недель, и морпехи получают задачу разведать причину потери связи, а также спасти выживших людей, если таковые найдутся. Два десантных корабля вылетают в местоположение КПО, но сильные ураганные ветры повреждают челнок, в котором находится Гаррисон, и тот вынужден совершить аварийную посадку. Гаррисон с несколькими другими десантниками отправляется восстановить работу навигационных систем посадочной площадки, однако взрыв мины-ловушки с обвалом тоннеля отделяет его от товарищей. Затем Гаррисон становится свидетелем того, как Хищник уничтожает группу выживших людей. Добравшись до КПО, он запускает генераторы и посадочный маяк, позволяя десантному кораблю успешно приземлиться.
Майор Маккейн поручает Гаррисону спуститься на нижний этаж и активировать системы безопасности сектора, чтобы обеспечить защиту посадочной площадки и корабля. Внутри комплекса всюду возведены баррикады и видны следы ожесточённой борьбы. Добравшись до пульта управления на 4-м уровне, Гаррисон активирует систему безопасности, однако это пробуждает Чужих и обратно ему приходится пробиваться с боем. Отряд сержанта Холла, вошедший в КПО со стороны складов, также подвергся нападению, и Гаррисон на бронетранспортёре спешит им навстречу. Встретив солдат, он узнаёт, что сержант Холл была захвачена Чужими, и решает спасти её. По её индивидуальному датчику он находит здание, в котором Чужие устроили Улей, однако Холл уже заражена и погибает на глазах у Гаррисона. Крик новорождённого Чужого пробуждает Улей, и Гаррисону приходится спасаться бегством, отбиваясь от толп монстров (поток врагов бесконечен). Добравшись до бронетранспортёра, солдаты возвращаются обратно на посадочную площадку. Один из отрядов («Белая команда») остаётся в КПО охранять площадку, а основные силы десантников направляются в Капсулы для поиска и эвакуации выживших людей. Однако ведущие в ущелье тоннели заблокированы системами безопасности, и кто-то должен пройти к пультам управления по вентиляционным системам. Гаррисон вызывается добровольцем. Пробираясь от пульта к пульту, он открывает путь одному бронетранспортёру, который по возможности прикрывает его огнём пулемётов. Взломав последний пульт, Гаррисон отключает систему безопасности туннелей, открывая проезд всем транспортёрам, однако это вызывает сбой в работе систем безопасности Капсул.
После того, как морпехи прибывают в Капсулы, Эйзенберг и Рыков сообщают им, что внутри Улья ещё остаются учёные-археологи. Морпехи отправляются их вызволить, но это оказывается уловкой, чтобы избавиться от морпехов. При попытке Гаррисона установить связь между КПО и «Верлоком» ему отключают доступ, а предложившая подключиться с другого терминала майор Дуня оглушает его и бросает в тюремную камеру. Гаррисона должны были казнить, но он сбегает из тюрьмы. Теперь он должен сражаться не только с монстрами (в том числе с Предалиеном), но и с солдатами Корпорации. Пытаясь сбежать от охраны, Гаррисон отключает систему гибернации Хищника, выпуская его на свободу (пересечение с сюжетной линией игры за Хищника). Когда Гаррисон попадает в зону действия видеокамер системы безопасности, с ним на связь выходит таинственный незнакомец. Он предлагает помочь десантнику найти свой отряд, а взамен просит взять информационный диск в одной из лабораторий. У Гаррисона нет выбора, и он соглашается. Следуя советам своего нового союзника, Гаррисон пробирается через Капсулу 2. Добравшись до ангара, он видит, как Хищник запрыгивает на крышу десантного челнока (ещё одно пересечение с сюжетной линией игры за Хищника). Здесь ему предстоит схватка с отрядом «железных медведей» и экзоскелетом, которые были посланы, чтобы узнать, что происходит в ангаре.
Вырвавшись из Капсул, Гаррисон узнаёт, что голос принадлежит женщине-учёной Томико, пытающейся разузнать судьбу своего брата. Диск, выкраденный Гаррисоном, содержит информацию о нелегальных действиях «Вейланд-Ютани», которую Томико хочет передать своему отцу для осуждения корпорации. Для встречи с оставшейся в КПО Белой командой, Гаррисон должен пройти через канализационную систему, где Чужие устроили ещё один Улей. Пройдя через туннели, он оказывается в Комплексе, однако для перехода в соседний сектор нужно найти и активировать систему безопасности. Здесь Гаррисона начинает преследовать Преторианец. Поскольку тяжёлого вооружения у Гаррисона нет, он вынужден спасаться бегством через трубы вентиляции, слишком узкие для большого монстра. Поднявшись на поверхность Комплекса, Гаррисон встречает другого врага — Хищника, который начал охоту на солдат Корпорации, пришедших по приказу Эйзенберга подготовить посадочную площадку к вывозу Королевы. Кроме того Хищник разрушил оборудование этой посадочной площадки, и Гаррисону нужно искать другую. Поначалу Хищник играет с Гаррисоном, пытаясь расстрелять издалека из плазменной пушки и отступая, но в конце концов нападает на него в открытую. В следующем секторе Гаррисон обнаруживает нескольких членов своей команды, но Чужие успевают убить их. Гаррисон активирует навигационный маяк, находит тяжёлое оружие (пулемёт), чтобы очистить посадочную площадку от Преторианцев, и улетает на десантном челноке.
Томико передаёт координаты раскопок, и Гаррисон, облачившись в экзоскелет, идёт на поиски своего отряда. Внутри Улья, в который Чужие превратили строения Пилотов, Гаррисон сталкивается с остатками отряда Эйзенберга, которые должны были захватить Королеву Чужих, и с самими Чужими. Чтобы открыть проход, Гаррисону необходимо активировать некоторые технологии Пилотов, заблокированные структурами Чужих (для этого необходимо расстрелять из лазера связки, идущие от центрального ствола к потолку и стенам). В одном из проходов тяжёлый экзоскелет проламывает пол и разбивается при падении в шахту, и Гаррисон продолжает поиски пешком. Он находит свою команду и побеждает Королеву ксеноморфов. Десантники взрывом пробивают стену Улья для выхода, а Томико подгоняет десантный челнок к пролому, спасая команду от полчищ разъярённых Чужих. Когда десантный корабль уже находится далеко от Улья, Томико взрывает термоядерные реакторы в капсулах, уничтожая их и погибая сама. Вернувшись на «Верлок», майор Маккейн выступает против продолжения попыток поиска выживших на LV-1201.

### Сюжет Чужого
Действие начинается в КПО (комплекс первичных операций). Майор Дуня доставляет крупный контейнер капитану Рихтеру. Рихтер пробует сканировать его, но контейнер не пропускает излучение. Во время процесса заправки корабля из-за вибрации контейнер падает на пол и открывается. Внутри — яйцо ксеноморфа, из которого появляется игрок-лицехват. Он покидает корабль через вентиляционные ходы и в поисках носителя обнаруживает спящего охранника. Вскоре игрок-грудолом прогрызает грудную клетку охранника. Игрок ищет мясо для того, чтобы вырасти, до тех пор пока не находит кошек в клетках. Наевшись, Чужой линяет и вырастает во взрослого трутня.
Трутень прорывается боем через КПО, выпуская других ксеноморфов. В тоннелях под комплексом игрок-трутень встречает Хищника и в бою наносит ему смертельные раны. Хищник активирует систему самоуничтожения, которая пробивает зияющую дыру в сточной системе КПО, открывая брешь в обороне КПО и позволяя Чужому сбежать. Сотни ксеноморфов позже проникают на базу через эту же дыру, начиная Инцидент.
Через шесть недель игрок-Чужой пробирается в капсулы, система безопасности которых была случайно отключена Гаррисоном. Игрок освобождает весь искусственный Улей и по пути убивает учёных, готовящихся внедрить Чужого в игрока-Хищника.
Эйзенберг использует прибытие морпехов чтобы инициировать проект по извлечению Королевы ксеноморфов из Улья. Солдаты-андроиды устанавливают взрывчатку по всей системе туннелей Улья, но игрок-Чужой обезвреживает взрывчатку и преследует Эйзенберга с похищенной Королевой до шахты огромного грузового лифта. Когда игрок выбирается на поверхность, он обнаруживает что челнок для эвакуации Эйзенберга с Королевой ксеноморфов ещё не прилетел. Затем он выводит из строя автоматы поддержки посадочной площадки, после чего челнок не может совершить посадку. Эйзенберг в панике вступает в бой с трутнем, но быстро проигрывает. В последующем ролике показано, что руки и ноги андроида Эйзенберга оторваны, а сам он замурован в стене внутри Улья.

### Сюжет Хищника
В начале показано, как Хищники уничтожают отряд десантников на планете Корари. Спастись удаётся только Василию Рыкову, однако полученные травмы приводят его к инвалидности. Рыков использует экспериментальное лечение — искусственный позвоночник, который позволяет ему нормально двигаться, однако вызывает сильные боли, требующие применения мощных лекарств для подавления.
Через 19 лет Рыков, дослужившийся до генерала и ставший начальником службы безопасности на колонии планеты LV-1201, видит на экране монитора заходящий на посадку корабль Хищников…
Хищник (игровой персонаж) прибывает на LV-1201 вместе с двумя членами клана (на первой карте он встречает их и получает дополнительное оружие). Охота на людей заканчивается встречей с Чужими, во главе с Преторианцем. Затем Хищник узнаёт, что его соплеменники, с которыми он прибыл, были схвачены «Железными медведями». Он пытается преследовать бронетранспортёры, но те успешно добираются до Капсул.

Обнаружив неисправную турель, Хищник проникает через периметр ущелья под Капсулами и добирается до лифта. Несмотря на то, что в ангаре Капсулы его уже ждёт засада, прорывается и начинает подъём вверх по техническим этажам Капсулы. Здесь наибольшую опасность представляют андроиды со снайперскими винтовками. Однако на пути к жилым уровням он попадает в ловушку, которая оглушает его электромагнитными гранатами.
Рыков узнаёт узор на маске Хищника и забирает её себе в качестве трофея. Позже, сравнивая сложность узора с узорами на масках других Хищников, он приходит к выводу, что его противник входит в элиту своей расы. Самого же Хищника обезоруживают и помещают в анабиозную камеру лаборатории, где по замыслу Рыкова идёт разработка биологического оружия против Хищников. Другой Хищник погибает, когда с него снимают имплантированное снаряжение (запястные лезвия и компьютер). Третьего в качестве эксперимента заражают эмбрионом Чужого — полученного Чужехищника позже освободит игрок-Чужой и убьёт игрок-Гаррисон.

Спустя шесть недель Хищника случайно освобождает игрок-Гаррисон, отключая камеру, чтобы пройти дальше. Используя имплантированное снаряжение, Хищник отправляется на поиски необходимого оборудования. В лабораториях он находит оборудование погибших сородичей и маску одного из них. Затем он пробивается в ангар, взрывает баки и запрыгивает на корпус подлетевшего десантного челнока (этот момент может увидеть игрок-Гаррисон). После того, как он проникает внутрь челнока, тот терпит крушение в горах неподалёку от Улья. Охваченный яростью Рыков отправляется следом.
Отбившись от полчищ Чужих, Хищник попадает на покинутый пост наблюдения, где посылает сигнал своему клану. Вскоре прибывает корабль клана, и Хищник получает недостающее оборудование и оружие обратно. Однако для возвращения в клан игроку-Хищнику нужно вернуть свою маску. Сначала он ищет Рыкова в зданиях комплекса Зет, где сталкивается и с Чужими, и солдатами Корпорации, пытающимися подготовить оборудование к вывозу Королевы. Затем вслед за Рыковым, облачившимся в экзоскелет, спускается вглубь Улья. Сам Рыков в этот момент пытается раззадорить Хищника, обращаясь к нему через маску.
Внутри Улья Хищник оказывается в одной яме с королевой ксеноморфов и убивает её. Затем возле выхода из Улья он находит ожидающего его Рыкова. Игрок сражается с ним, разрушает экзоскафандр и вырывает искусственный позвоночник Рыкова как трофей. Вернув свою маску, Хищник возвращается на корабль.
В финальном ролике (для этого нужно пройти все три кампании) «Верлок» отбывает с LV-1201, неся на борту команду морпехов. Отключается маскировка, и возникает корабль Хищников, летящий за «Верлоком».

## Игровой процесс

Игра за колониального морпеха выполнена с Survival horror-элементами

По общим характеристикам игра представляет собой линейный 3D-шутер, где игроку необходимо пройти уровень за уровнем, выполнив определённые задания. Список заданий может меняться по ходу игры, и каждое задание привязано к определённому уровню. Игрок не может покинуть уровень, не завершив определённых заданий, однако некоторые задания игрок получает ещё до перехода на уровень, где это задание можно выполнить. Игра заканчивается, если погибает персонаж игрока, или игрок убивает дружественного персонажа. Игроку предоставляется возможность принять на себя роль представителя любой стороны в игре, и геймплей за каждую из сторон имеет свои особенности.
После завершения каждого уровня он становится доступным для повторного прохождения. В отличие от предыдущей игры серии, по мере прохождения уровня можно сохранять прогресс, а число сохранений не ограничено. Однако существует уровень сложности Hardcore, на котором сохранения недоступны.
Игра за человека представляет собой 3D-шутер категории Survival horror. В однопользовательском режиме большое число деталей служат для нагнетания атмосферы страха и тревоги: почти полное отсутствие освещения (зачастую игрок вынужден обходиться только наплечным фонарём и фальшфейерами), потёки крови на стенах, жестокость противника (например, недалеко от Хищника можно найти подвешенные за ноги тела с ободранной кожей), большое количество заранее определённых сцен. Детектор движения, которым оснащён игрок, отслеживает движение не только врагов, но и движение других морпехов, а также любых массивных объектов (тяжёлая качающаяся цепь, двери лифта и т. п.). Конфликты со врагом часто происходят в закрытых помещениях, а при перемещении игрок вынужден использовать обходные пути (например, вентиляционные шахты). Основным врагом при игре за морпеха являются Чужие, которые выбираются из вентиляционных шахт, пробитых отверстий в стенах, дверях. Некоторые двери не закрываются, оставляя ощущение возможного удара в спину. При этом любой Чужой может убить игрока за считанные секунды, а большая скорость и тёмная окраска позволяют им легко подобраться на расстояние удара. Часто игрок вынужден наблюдать за тем как Чужие ломают двери и другие препятствия, что тоже нагнетает обстановку. Хищники и крупные Чужие играют роль боссов.

Во время многопользовательской игры Человек обычно перемещается по коридорам и комнатам, избегая (в зависимости от типа противников) открытых либо закрытых пространств, и пытается отследить противников по датчику движения.
Игра за Хищника в общем следует канонам 3D-шутеров. Наличие устройства невидимости вносит в игру элементы стелс-экшена при охоте на людей. Кроме того игрок получает дополнительный ресурс — «энергию», благодаря которой волен восстанавливать запас здоровья в любое время и не ограничивать себя в использовании определённых видов оружия. В сочетании с автоматическим наведением это придаёт долю аркадности, особенно в схватках с Чужими. Роль боссов играют крупные Чужие, а также человек (Василий Рыков) в экзоскафандре. 

Во время многопользовательской игры Хищник обычно находится в труднодоступном месте в режиме невидимости и осматривает окрестности в поисках добычи.
Игра за Чужого в полностью меняет игровой процесс, оставляя значительную часть стелс-экшена. Игрок должен перемещаться по любым поверхностям, пробираться через системы вентиляции и навесные потолки, прятаться в темноте. Периодически приходится проламывать двери либо разрушать определённые устройства. Чужие могут вести только ближний бой, не имеют возможности «выбирать» оружие и восстанавливают здоровье только уничтожением тел мёртвых противников. При игре за Чужого нужно тайно подобраться к врагу на расстояние удара и убить, прежде чем тот успеет среагировать, а попытка открытой атаки почти всегда обречена на поражение. Основным врагом являются морпехи, роль боссов играют Хищники. 

Во время многопользовательской игры Чужой обычно перемещается по вентиляции, либо скрывается на потолке в ожидании приблизившейся жертвы. Также он может заманить найденного врага в засаду, чтобы напасть со спины или сверху, когда тот бросится в погоню.

## Режимы сетевой игры
Большое значение в игре имеет многопользовательский режим (мультиплеер), поскольку он позволяет сразиться с представителями других рас, когда они управляются человеком. В однопользовательском режиме игры враги управляются искусственным интеллектом, который в основном направлен на кинематографичность действия. Однако мультиплеер считается плохо сбалансированным из-за оружия, которое в одиночном режиме используется для уничтожения большого количества врагов — взрывчатки, самонаводящегося оружия (в кампании Чужого, например, Хищники встречаются только три раза, причём каждый из них играет роль босса). Такое оружие особо опасно для Чужих, имеющих малый запас здоровья, им не помогает даже больша́я подвижность. Частично этот вопрос решается модифицированными серверными приложениями (например, Rommie’s server mod) наложением запрета на использование определённых видов оружия.
Игровой сервер имеет ряд настроек — игровой режим; список уровней, на которых будет проводиться игра; лимит по времени, очкам или фрагам до смены уровня. Очки, которые игрок получает за убийство другого игрока, зависят от настроек сервера и вида убитого противника. Среди параметров сервера есть настройка доступного оружия для игроков — стандартный режим, режим Class Weapons (игроки могут использовать оружие только своего класса) и All Weapons (игроки начинают с полным боезапасом всех видов вооружения своей расы).
В число главных режимов входят: 
- Deathmatch (рус. Смертельный бой) — личный и командный (в командном режиме игроки объединяются по расовой принадлежности: Чужие, Хищники и две команды людей).
- Hunt (рус. Охота) — в игре назначаются две команды: охотники и жертвы. Игроков распределяет между командами сервер так, что жертв всегда больше охотников в несколько раз. Раса «охотников» получает очки за убийства «жертв», а убивший «охотника» меняется с убитым «охотником» ролями. Обычно игра проводится с командой Хищников в роли «охотников» и морпехов в роли «жертв».
- Survivor (рус. Выживший) — также как и в Hunt, в игре есть две команды — охотники и жертвы (выжившие). В начале каждого раунда все игроки являются «жертвами» и проводится определение первого охотника — идёт бой «каждый сам за себя», до первой смерти. Первый убитый становится «охотником» и начинается раунд. За каждую прожитую секунду «жертва» получает очки, а в конце игры определяется победитель по количеству очков. Каждый последующий убитый «охотником» становится «охотником» (если игрока убивает товарищ по команде, он не становится охотником, а просто респаунится). Раунд кончается, когда погибают все жертвы.

Также в игре присутствуют два режима, которые играются только на специальных картах, которые представляют собой deathmatch-карты с некоторыми изменениями. В отличие от режимов Hunt и Survivor, игроки могут свободно переключаться между командами.
- Overrun (рус. Перерасход) — штурм, также определяются две расы: нападающие и отражающие атаку. Раса нападающих имеет в два раза больше жизней, чем раса защищающихся. Как только кончаются жизни у одной из рас, все выжившие получают одно очко. Игрок, выживший в большем числе раундов является победителем. Уровни дополнены специальными зонами респауна команд, в которых в начале раунда появляется вся команда.
- Evacuation (рус. Эвакуация). Также как и в Overrun, есть две команды. Одна команда должна достигнуть определённой точки на карте (места эвакуации), а другая должна ей помешать. По сравнению с deathmatch-вариацией уровня, большая часть дверей закрыта, а пути к точке эвакуации динамические (например, на карте evac_alley эвакуационный шаттл вызывается только при выполнении определённого задания, а некоторые трубы, по которым люди могут сократить путь до точки эвакуации, разрушаемые).

## Разработка

### Анонс
6 июля 2000 года Fox Interactive анонсировала продолжение игры Aliens versus Predator, не сообщая деталей, но указав что над игрой будет работать Monolith Productions с использованием движка Lithtech. Кроме того, было упомянуто что пространства в игре сделают более открытыми по сравнению с игрой-предшественником. Позже стало известно, что игра будет включать в себя новые виды Чужих, экзоскафандр, всего десять видов персонажей, а кампания однопользовательского режима будет состоять из 21 уровня.
7 июля 2000 года сайт IGN высказал предположение о том, что игра может выйти на платформе PlayStation 2 в связи с портированием движка Lithtech на эту платформу, и даже отвёл Playstation-версии отдельную запись в базе игр. Однако, никакой дальнейшей информации не поступало, а игра для этой платформы значится как отменённая.

### Демонстрации
23 марта 2001 года на Game Developers Conference были продемонстрированы возможности движка Lithtech на примере Aliens versus Predator 2. Персонажем-морпехом, вооружённым ножом было «пройдено» два игровых уровня — открытое пространство, на котором были представлены Чужие-лицехваты и ядовитые растения, и тёмные коридоры, в которых демонстрировались возможности освещения. Разработчики отметили, что это всего лишь демонстрация возможностей игрового движка, а сама игра находится ещё на стадии ранней разработки. Позже игра была представлена на Electronic Entertainment Expo, где был продемонстрирован игровой процесс за морпеха.
20 октября 2001 года была опубликована демоверсия игры, включающая в себя четырёх персонажей (трутня Чужих, Хищника, Гаррисона и Дуню) и многопользовательский режим с одним уровнем. Через некоторое время после выхода демоверсии, игра была официально включена в Кибератлетическую профессиональную лигу. 22 ноября 2001 года была выпущена демоверсия однопользовательской игры, включающая в себя первые уровни кампании каждого персонажа и все четыре уровня сложности. Отдельно была выпущена демоверсия, включающая в себя только морпеха (в пользу уменьшения объёма дистрибутива в три раза). Через некоторое время появился хак, который включал возможность использования чит-кодов в демоверсии, что позволило использовать отсутствующее на демонстрационных уровнях, но реализованное в демоверсии оружие.

### Движок Lithtech
Игра использует игровой движок Lithtech Talon, который позволяет реализовать 32-битное динамическое освещение, частично интерактивное окружение (некоторые объекты можно ломать, толкать, деформировать), а также большое количество возможностей, нестандартных для 3D-шутера (например, свободное перемещение Чужого по не горизонтальным поверхностям). Авторами модификаций и дополнительных карт использовались расширенные возможности движка, которые включали в себя как и общие изменения игрового процесса (например, возможность потери конечностей в AJL Mod), повышение интерактивности окружения (возможность возводить стационарные пулемёты на уровне Predator jungle), так и введение новых игровых режимов (например, захват флага в модификации Team Fortress)

### Публичные средства разработки
В комплект с игрой поставляется пакет программ Aliens vs. Predator Editing Tools, который содержит в себе редактор карт, текстур и спрайтов DEdit, редактор моделей ModelEdit, утилиту для распаковки и создания файлов ресурсов игры LithRez и документацию и средства для экспорта из Maya и 3ds Max. Средства разработки предоставляют широкие возможности для создания модификаций игры или более сложных игровых уровней, более широко использующих возможности движка. После публикации исходных кодов в игре было обнаружено содержимое, не включённое в игру и была создана небольшая любительская модификация, включающая это содержимое в игру.
Исходный код исполняемых файлов игры был опубликован на сайте 3D Gamers, однако через некоторое время распространение кода было ограничено:

Monolith Productions опубликовала исходные коды игры Aliens Vs. Predator 2, предлагая авторам модификаций всё что нужно чтобы интегрировать их творения в последнюю версию 1.0.9.6 этого трёхрасового шутера от первого лица. Этот не поддерживаемый пакет содержит исходные коды некоторых .DLL-файлов клиента и сервера, выделенного сервера, header-файлы движка LithTech, и т. д. Обновление: Эти файлы были отозваны по запросу Monolith и Sierra.
Оригинальный текст (англ.)Monolith Productions has released the public source code for Aliens Vs. Predator 2, offering mod authors everything needed to integrate their creations into the latest version 1.0.9.6 of this tri-species first-person shooter. This unsupported package contains the sources to several client and server .DLL's, the dedicated server, LithTech engine header files, and more. Update: This download has been revoked at the request of Monolith and Sierra.

Однако и по сей день существуют и развиваются модификации серверного приложения — например, Rommie’s server side mod. На данный момент от исходного кода доступен только Doxygen.

### Прекращение поддержки
На форуме сообщества Sierra один из сотрудников опубликовал объявление о том, что 1 ноября 2008 года будут отключены мастер-сервера некоторых игр, которые Sierra отказывается поддерживать, среди этих игр — Aliens versus Predator 2. Автор модификации серверного приложения Rommie создал интернет-петицию к Sierra с просьбой оставить мастер-сервера игры, однако позже автор петиции написал:

Извините люди, эта петиция бессмысленна.
Sierra не фокусируется больше на взаимодействии с сообществом игры, для них эта игра мертва.
Но, The_0ne и несколько других авторов модификаций сделают новый мастер-сервер и клиент / обновление сервера для ответвления игрового клиента, следите за обновлениями
Оригинальный текст (англ.)Sorry ppls, this petition make no sense.
sierra dont have focus cooperate more with avp2community,this game is dead for his.
BUT, The_0ne and several more modders make new master server and client / server update for forking game, check updates in avp2files.com or in rommie.lithfaq.com or in lithfaq.com !

Через пару дней после намеченного срока, сервера были отключены. Отключение привело к невозможности игрового клиента запросить список действующих игровых серверов, а также получения информации о последней доступной версии игры, без которой игровой клиент отказывался подключаться к интернет-серверу. Через короткое время крупный фан-сайт по играм от Monolith LithFAQ предложил решение в виде стороннего мастер-сервера и внесения исправления в программу-клиент, там же появились первые отзывы о работоспособности решения.

## Критика и отзывы
| Сводный рейтинг       | Сводный рейтинг           |
| Агрегатор             | Оценка                    |
| --------------------- | ------------------------- |
| GameRankings          | 85,73 %                   |
| Metacritic            | 85/100 (27 обзоров)       |
| MobyRank              | 86 %                      |
| Иноязычные издания    |                           |
| Издание               | Оценка                    |
| G4                    | 4/5                       |
| Game Informer         | 9,25/10                   |
| GamePro               | [ 31 ]                    |
| GameRevolution        | B+                        |
| GameSpot              | 8,7/10                    |
| GameSpy               | 78/100                    |
| GameZone              | 9/10                      |
| IGN                   | 8,2/10                    |
| Русскоязычные издания |                           |
| Издание               | Оценка                    |
| Absolute Games        | 90 %                      |
| «Игромания»           | 9,5/10                    |
| «Страна игр»          | 8,0/10                    |
| Награды               |                           |
| Издание               | Награда                   |
| Computer Gaming World | Multi-Player Game of Year |
| Computer Gaming World | Action Game of the Year   |

### Рецензии и обзоры
Журнал Game Informer поставил игре 9,25 баллов, отметив качественные звуковые эффекты, возможность многократного повторного прохождения и простоту в освоении. «Единственная причина, по которой Вам может не понравиться игра, — пишет Game Informer, — это если Вы ненавидите фильмы».
Популярный зарубежный сайт о видеоиграх GameSpot отметил хороший сюжет, геймплей и назвал игру «одним из лучших экшенов 2001 года». При сравнении с первой игрой серии, несмотря на многочисленные улучшения, было отмечено, что многопользовательский режим стал менее функциональным, и сетевой код может вызвать проблемы при игре даже с широкополосным подключением.
Сайт GameSpy назвал основным недостатком игры техническую сторону. Графический движок не показывал передовых технологий, детализация уровней и анимация персонажей была некачественной, возникали проблемы с сетевой игрой. Среди положительных сторон были отмечены звук, подчёркивающее атмосферу освещение и сюжет.
Зарубежный игровой портал IGN поставил игре 8,2 балла, написав: «Это замечательная игра, но им стоило послать больше морпехов для того, чтобы вычистить всех жуков до релиза» (игра слов: англ. bugs переводится и как «жучки», и как «баги»). При выставлении общего рейтинга сильными сторонами игры были названы графическое исполнение (9,0/10) и звук (9,5), но за геймплей была выставлена оценка всего 7,5/10 баллов: критики упрекнули разработчиков в большом количестве игровых багов.
Российский портал Absolute Games отметил хороший сюжет, графическое исполнение и звук, и, несмотря на некоторые недостатки игры, выставил ей 90 %.
Журнал «Игромания» поставил игру на второе место в номинации «Лучший 3D Action» (2001), назвав её «стопроцентно выверенным продуктом», «по части атмосферы — лучшей в этом году» и указав на качественное графическое исполнение, сюжет и мультиплеер в качестве сильных сторон игры.

### Отклик в сообществе
Ещё до выхода полной версии игры она была официально включена в Кибератлетическую Профессиональную Лигу, и в 2001 году был проведён чемпионат. Игровые мастер-сервера Sierra Entertainment официально действовали до первого ноября 2008 года. Поддержка игры и её модификации Primal Hunt была добавлена в популярные клиенты для обзора серверов сетевой игры GameSpy Arcade и Xfire.
Несмотря на обзоры в игровых журналах и сообществах, игра подверглась критике со стороны фанатов серии, которые упрекали игру в несбалансированности мультиплеера, некоторых несоответствиях первоисточникам (например, зрение Хищника в игре сильно отличается от зрения Хищника в оригинальном фильме) и низком уровне реалистичности происходящего (например, морпех может нести с собой вооружение, по весу превышающее вес человека в десятки раз). С использованием средств разработки, поставляемых с игрой, были созданы различные модификации, направленные на улучшение графической (замена текстур, поддержка широкоэкранных форматов) и звуковой составляющей, улучшение баланса многопользовательской игры, новые уровни или кампании для одиночной игры. Некоторые модификации, например популярная AJL Modification, ставят перед собой сразу несколько целей: улучшение графической составляющей, игрового процесса, и даже оптимизация ресурсов для игры по сети.
В связи с тем, что исходные коды клиента и сервера были в течение некоторого времени опубликованы в открытом свободном доступе, появились средства для мошенничества при игре в многопользовательском режиме (программы-наводчики, модифицированные клиенты для увеличения скорости перемещения игрока, даже средства для использования чит-кодов, доступных изначально только в одиночной игре), различные эксплойты для нарушения работоспособности серверов. В то же время появились модификации серверного приложения для устранения уязвимостей и просто увеличения функциональности сервера.

## Primal Hunt и Gold Edition
В 2002 году Sierra Entertainment выпустила дополнение к игре, включающее в себя три новых кампании, нового игрового персонажа и вносящее ряд изменений в многопользовательский режим. Дополнение распространялось на отдельном носителе, но для его установки и работы необходимо было наличие установленной оригинальной версии игры. Позже было выпущено «Золотое Издание» (Gold Edition), включающее в себя как оригинальную игру, так и дополнение Primal Hunt.